# Mi–10
A Mil Mi–10 (NATO-kódja: Harke) egy szovjet katonai szállító helikopter, melyet 1962-ben fejlesztettek ki a Mi–6 helikopterből.

## Történet
A Mi–10 helikopter a Mi–6 típusú szállító helikopter speciális légidaru változata. Az eredeti elképzelés szerint a helikopter fő feladata robotrepülőgépek és ballisztikus rakéták szállítása lett volna. A V–10 gyári jelzésű prototípus első repülését 1960. június 15-én hajtotta végre. Az első prototípus azonban műszaki hiba miatt 1961 májusában a földön kigyulladt és kiégett. A repülési tesztek a második prototípussal folytatódtak, amely 1961. szeptember 23-án 15 103 kg teherrel 2200 m-re emelkedve repülési rekordot állított fel. Az 1960-as évek közepére a hadsereg érdeklődése csökkent a terv iránt, így a fejlesztési projekt a felfüggesztés közeli állapotba került. 1964-ben azonban mégis elkezdődött a sorozatgyártása a Rosztovi Helikoptergyárban, de akkor csak egy 24 darabos sorozat készült. A sorozatgyártású Mi–10 (Harke–A) helikopterek hajtóműve, közlőműrendszere és rotorja megegyezik a Mi–6 típuséval, azonban a törzse lényegesen keskenyebb.
A törzs nagyon magas és széles (elöl 6,01 méter, hátul 6,92 méter), négypontos futóműrendszerre támaszkodik, amelynek köszönhetően a helikopter szinte bármilyen, a futóművek között a törzs alá felfüggesztett teherrel képes gurulni (a talaj és a törzs közötti szabad magasság 3,75 méter). A kerekekkel felszerelt raklapok begördíthetők a helikopter alá, így a teher egyszerűen felcsatolható a helikopter alján elhelyezkedő rögzítőkre. A kabinban huszonnyolc utas, vagy teheráru szállítására van lehetőség. A berakodás a jobb oldali teherajtón keresztül végezhető el.
A gépnek új funkciót keresve 1965-re kifejlesztették a légidaru változatát, mely júniusban repült először Mi–10K (Harke–B) jelzéssel. A gépet 1967-ben a párizsi légiszalonon is bemutatták, de a sorozatgyártása csak 1975-ben kezdődött el. A Rosztovi Helikoptergyár 1975–1976-ban 17 darab Mi–10K-t gyártott, valamint négy alapváltozatú gépet is átépítettek Mi–10K változatúvá. A Mi–10K futóművének a tengely- és nyomtávja kisebb, viszont a pilótafülke alatti részen egy hátranéző kabin található. Az itt helyet foglaló másodpilóta pontosan a kívánt hely fölött tarthatja a helikoptert, és vezérelheti a csörlőt.

## Változatok
- V–10 – Prototípus

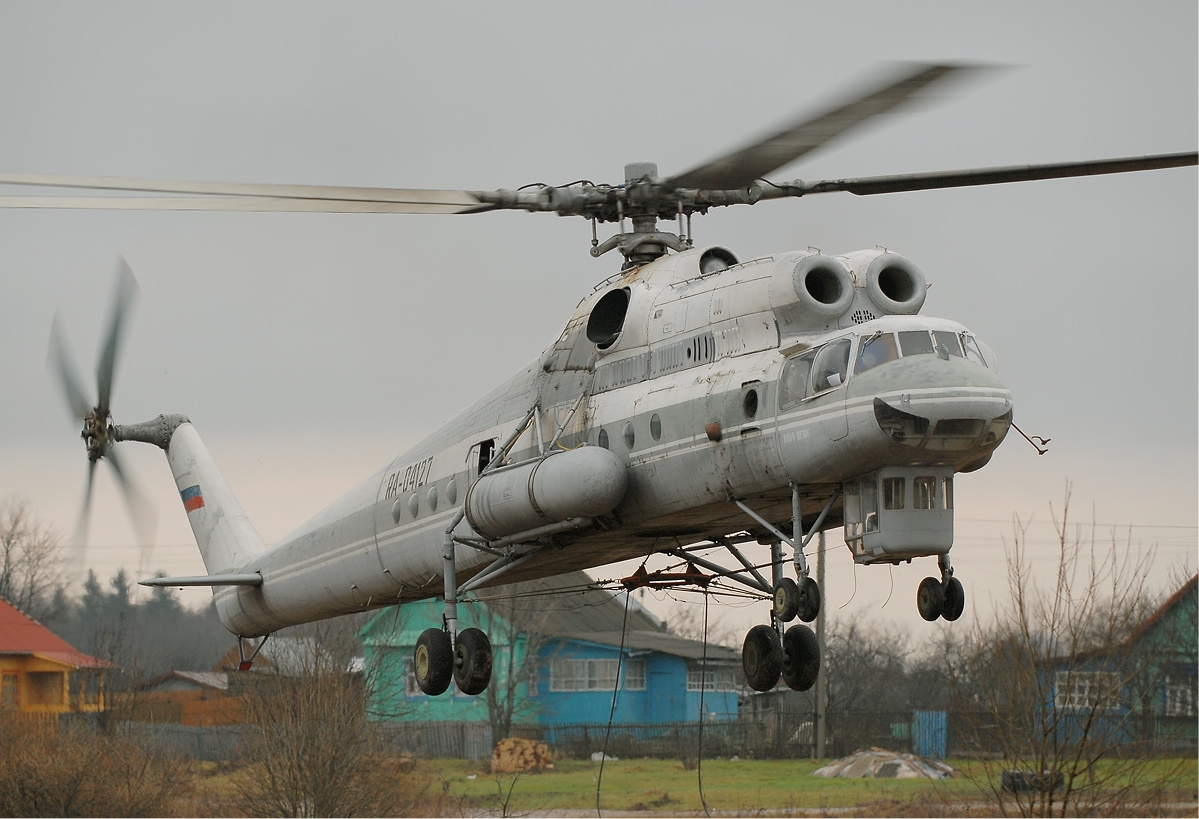
Mil Mi–10K

- Mi–10K (NATO-kódja: Harke–B) – Rövidebb és kisebb tengely- és nyomtávú futóművel készült változat, a gép alján kialakított hátranéző kabinnal.
- Mi–10R (NATO-kódja: Harke–A) – Alap sorozatgyártott típus.
- Mi–10PP (Posztanovscsik Pomeh) – Rádióelektronikai zavarókonténerrel felszerelt változat.

## Üzemeltetők

### Katonai Üzemeltetők
- Szovjetunió

### Polgári üzemeltetők
- Oroszország
  - UTair – 7 darab
- Románia
  - Rent Helicopters – 1 darab

### Korábbi üzemeltetők
- Oroszország
  - Komiavia
- Szovjetunió
  -  Aeroflot

## Műszaki adatok (Mi–10K)

### Geometriai méretek és tömegadatok
- Hossz: 32,86 m
- Főrotor átmérő: 35 m
- Farokrotor átmérő: 6,3 m
- Főrotor forgásterülete: 962,11 m²
- Farokrotor forgásterülete: 31,17 m²
- Magasság: 7,8 m
- Üres tömeg: 24 680 kg
- Normál felszállótömeg: 38 000 kg
- Hasznos terhelés: 14 000 kg

### Hajtóművek
- Hajtóművek száma: 2 darab
- Típusa: Szolovjov D–25VF tengelyteljesítményt szolgáltató gázturbina
- Teljesítmény: 4847 kW (6500 LE) egyenként

### Repülési jellemzők
- Maximális sebesség: 250 km/h
- Normál utazósebesség: 200 km/h
- Maximális hatótávolság: 795 km kiegészítő üzemanyaggal
- Szolgálati csúcsmagasság: 3000 m

### Kapcsolódó fejlesztés
- Mi–6

### Hasonló helikopterek
- CH–54 Tarhe / S–64 Skycrane
- CH–47 Chinook

## Külső hivatkozások
- A Mi–10 a gépet kifejlesztő Mil Moszkvai Helikoptergyár honlapján (oroszul)
- A Mi–10 sorozatgyártását végző Rosztvertol honlapja
- https://web.archive.org/web/20060514065019/http://www.aviation.ru/Mi/#10